# Rai Sport
Rai Sport è un canale televisivo tematico italiano edito dalla Rai e curato dalla testata omonima. È stato il primo canale Rai a trasmettere in formato panoramico 16:9, nonché anche il primo a essere totalmente convertito a tale formato.

## Storia
Il canale nasce il 1º febbraio 1999 come Rai Sport Satellite. Questo nome fa riferimento al fatto che il canale trasmetteva solo via satellite, in chiaro su tutte le relative piattaforme.
Dal 2004, con l'avvio del servizio digitale terrestre italiano, Rai Sport Satellite trasmette anche su tale piattaforma.
Il 10 maggio 2008, con l'avvio del Giro d'Italia, il canale subisce un restyling chiamandosi Rai Sport Più, in previsione dell'avvio della fase di switch-off delle trasmissioni analogiche terrestri. Questo nuovo nome comportò anche un rinnovamento della programmazione inaugurata con il Giro d'Italia 2008 (per il quale vennero prodotte varie ore al giorno di trasmissioni con rubriche e dirette delle tappe, in parziale sovrapposizione con la programmazione di Rai 3). Oltre al Giro, Rai Sport Più ha un ruolo di primo piano accanto alle reti generaliste Rai in altre importanti manifestazioni, tra cui il campionato europeo di calcio 2008, i giochi olimpici di Pechino del 2008, la FIFA Confederations Cup 2009, il campionato europeo di calcio Under-21 2009 e i giochi olimpici invernali di Vancouver 2010. Il 7 settembre 2009 il nome del canale modifica la propria grafia in Rai Sport +.
Il 18 maggio 2010, in occasione di una riorganizzazione dei canali Rai, Rai Sport + si sdoppia in Rai Sport 1 e Rai Sport 2. Il 16 aprile 2012 il palinsesto di Rai Sport 1 subisce un importante restyling, diventando più simile a una all-news sportiva.
Il 14 settembre 2015 il canale diventa disponibile anche in alta definizione sul canale 557 del digitale terrestre. In occasione dei giochi olimpici di Rio De Janeiro del 2016, dal 5 al 22 agosto il canale in alta definizione diventa disponibile su Sky al canale 227 insieme alle versioni omologhe di Rai 2 e Rai Sport 2, in sostituzione di quelle standard.
Il 5 febbraio 2017, in concomitanza con la chiusura di Rai Sport 2, Rai Sport 1 diventa semplicemente Rai Sport mentre la versione HD diventò Rai Sport + HD, spostandosi al canale 57 e abbandonando di fatto la numerazione 557.
Il 10 aprile 2017, Rai Sport rinnova logo, grafiche e colori, passando dal giallo all'arancione scuro.
Dal 9 al 25 febbraio 2018 trasmette la programmazione mattutina dei XXIII Giochi olimpici invernali.
Il 18 ottobre 2020 iniziano a circolare presunte voci su una probabile chiusura del canale (non della testata), secondo quanto illustrato nel piano di riorganizzazione presentato dall'AD Fabrizio Salini al CdA Rai, ma pochi giorni dopo Salini smentisce queste voci, sostenendo di non avere intenzione di chiuderlo ma di migliorarne la programmazione.
Dal 20 ottobre 2021 il canale Rai Sport in definizione standard sul digitale terrestre passa alla codifica MPEG-4 rimanendo visibile solo su dispositivi HD.
Il 14 dicembre 2021, in seguito ad una riorganizzazione delle frequenze, la versione in definizione standard viene eliminata dal satellite, rimanendo disponibile solo in HD.
Dall'8 marzo 2022, in seguito a una riorganizzazione delle frequenze e dei canali sul digitale terrestre, Rai Sport + HD si sposta al canale 58 mentre sul canale 57 viene riposizionata Rai Scuola; di conseguenza, la versione di Rai Sport in definizione standard si trasferisce al canale 146.
Il 6 giugno 2022, Rai Sport rinnova logo, grafiche e colori, passando dall'arancione scuro al blu.
Il 21 dicembre 2022 la versione a definizione standard termina le sue trasmissioni; la versione in alta definizione, ormai l'unica disponibile del canale, mantiene la vecchia denominazione fino al 15 gennaio 2023, data in cui diventa Rai Sport HD.
Dal 14 giugno 2023, sul canale 558 del digitale terrestre, Rai Sport HD viene trasmesso, seppur in fase sperimentale, anche nello standard HEVC, diventando quindi il primo canale italiano in alta definizione a trasmettere con tale codifica.

## Programmazione

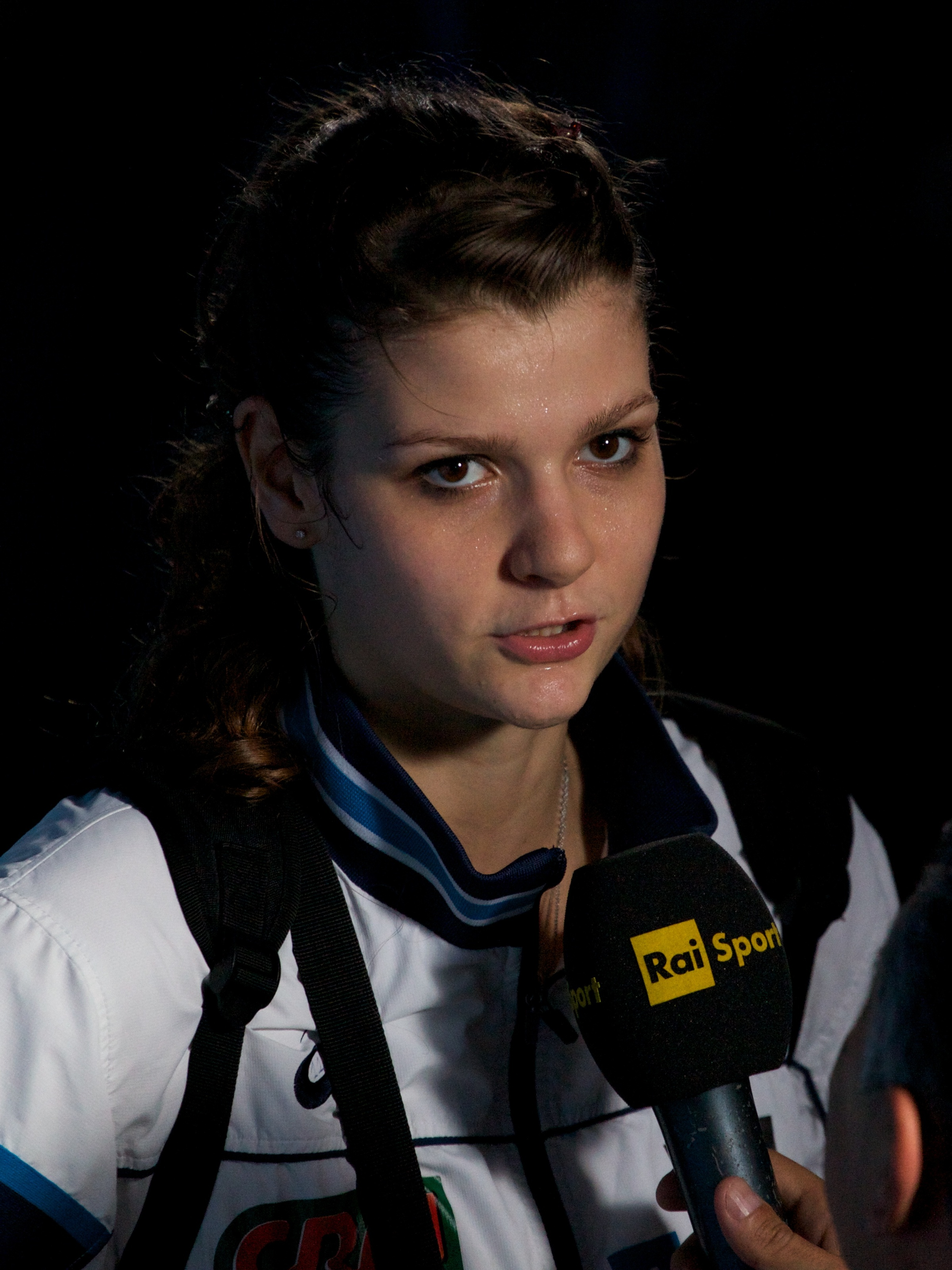
Rai Sport intervista Cristina Chirichella durante il campionato mondiale femminile di pallavolo 2014

Il canale trasmette cronache sportive o dirette riguardanti le più svariate discipline, compresi gli sport meno praticati e seguiti, che difficilmente trovano spazio nei media italiani. Sono in diretta competizioni internazionali trascurate dalle reti generaliste, come i meeting di atletica, e i mondiali e gli europei di nuoto. La programmazione prevede tuttavia ampio spazio anche per il calcio: gli incontri minori della Coppa Italia, la Lega Pro. Fra gli altri sport vi sono il basket con il massimo campionato di pallacanestro maschile, il ciclismo con il Giro d'Italia e le classiche, il campionato italiano di hockey su ghiaccio e vari match di pugilato. Dal 2008 viene trasmessa la Coppa del Mondo di sci alpino, mentre dal 2010 nel palinsesto compare anche il Campionato Italiano Rally.
Spesso Rai Sport 1 integra la programmazione di eventi sportivi trasmessi sui canali generalisti, proponendo ulteriori approfondimenti rispetto all'evento trasmesso da Rai 1, Rai 2 o Rai 3. Ciò accade ad esempio in occasione del Giro e del Tour de France, oppure per importanti incontri di calcio per i quali viene trasmesso il prepartita e/o il postpartita (gare della Nazionale italiana, incontri di Coppa Italia, Supercoppa italiana), o ancora per le Olimpiadi. Dalla stagione 2009-10 Rai Sport 1 trasmette le trasmissioni speciali dedicate ad occasionali gare del campionato di calcio di Serie A (anticipi del venerdì, posticipi del lunedì, anticipi del martedì e posticipi del giovedì nei turni infrasettimanali, recuperi), trasmissioni spesso presentate come puntate speciali di Sabato Sprint (rubrica facente parte del palinsesto di Rai 2). Sempre dalla medesima stagione Rai Sport 1 trasmette anche, il sabato sera, la seconda parte di Sabato Sprint, che approfondisce i temi trattati nella prima parte in onda regolarmente su Rai 2. Dal 2010-2011 sul primo canale sportivo Rai vengono trasmesse in chiaro le repliche delle più importanti gare della Serie A, dopo almeno una settimana dalla loro disputa.
La programmazione notturna (fino alle 7:00 del mattino) solitamente è basata sulle repliche dei programmi in onda durante il giorno, fatta salva la possibilità di trasmettere eventi in diretta, a causa dei fusi orari, in occasione di competizioni sportive internazionali.
Dal 17 marzo 2020 parte del palinsesto di Rai Sport viene dedicata a Rai Sport Classic, una programmazione di otto ore in cui si ripercorrono gli ultimi cinquant'anni dello sport in Italia.

### Programmi autoprodotti
- TG Sport, notiziario sportivo in onda anche su Rai 2
- Calcio totale, in onda ogni lunedì sera alle 22.45
- Sport totale in onda ogni Martedì sera alle 22.30
- Speciale Calciomercato, in onda a fine agosto e nel mese di gennaio ogni venerdì
- C siamo, programma dedicato alla Serie C (precedentemente in onda su Rai 3 all'interno di Pomeriggio sportivo)
- Radiocorsa, rotocalco dedicato al ciclismo
- Overtime, rotocalco dedicato al basket
- Reparto Corse, rotocalco dedicato alle corse automobilistiche e motociclistiche
- Tour di sera, programma dedicato al Tour de France
- Studio sci, programma antecedente e successivo alle gare di sci alpino

## Ascolti

### Share mensile di Rai Sport
Dati Auditel relativi al giorno medio mensile su target individui 4+.
| Anno | Gen   | Feb   | Mar   | Apr   | Mag   | Giu   | Lug   | Ago   | Set   | Ott   | Nov   | Dic   | Media anno |
| ---- | ----- | ----- | ----- | ----- | ----- | ----- | ----- | ----- | ----- | ----- | ----- | ----- | ---------- |
| 2010 | 0,27% | 0,33% | 0,17% | 0,13% | 0,33% | 0,21% | 0,33% | 0,47% | 0,19% | 0,18% | 0,19% | 0,21% | 0,25%      |
| 2011 | 0,30% | 0,26% | 0,21% | 0,18% | 0,55% | 0,34% | 0,62% | 0,49% | 0,42% | 0.24% | 0,19% | 0,27% | 0,34%      |
| 2012 | 0,34% | 0,34% | 0,27% | 0,21% | 0,33% | 1,58% | 0,54% | 0,38% | 0,37% | 0,23% | 0,33% | 0,40% | 0,42%      |
| 2013 | 0,41% | 0,46% | 0,30% | 0,26% | 0,70% | 0,74% | 0,85% | 0,89% | 0,54% | 0,31% | 0,28% | 0,41% | 0,50%      |
| 2014 | 0,48% | 0,35% | 0,31% | 0,29% | 0,32% | 0,89% | 0,59% | 1,15% | 0,59% | 0,58% | 0,32% | 0,41% | 0,50%      |
| 2015 | 0,47% | 0,40% | 0,41% | 0,36% | 0,97% | 0,57% | 1,33% | 1,41% | 0,42% | 0,33% | 0,20% | 0,35% | 0,57%      |
| 2016 | 0,49% | 0,30% | 0,35% | 0,26% | 0,94% | 0,39% | 0,93% | 1,99% | 0,47% | 0,26% | 0,26% | 0,30% | 0,55%      |
| 2017 | 0,32% | 0,26% | 0,21% | 0,45% | 0,50% | 0,68% | 1,02% | 0,63% | 0,39% | 0,31% | 0,35% | 0,43% | 0,46%      |
| 2018 | 0,49% | 0,67% | 0,39% | 0,33% | 0,45% | 0,35% | 0,41% | 0,59% | 0,41% | 0,37% | 0,32% | 0,52% | 0,44%      |
| 2019 | 0,48% | 0,54% | 0,43% | 0,50% | 0,63% | 0,58% | 0,79% | 0,59% | 0,59% | 0,61% | 0,40% | 0,65% | 0,56%      |
| 2020 | 0,60% | 0,55% | 0,34% | 0,29% | 0,30% | 0,25% | 0,33% | 0,39% | 0,40% | 0,54% | 0,31% | 0,44% | 0,40%      |
| 2021 | 0,60% | 0,66% | 0,46% | 0,39% | 0,59% | 0,52% | 0,40% | 0,49% | 0,77% | 0,43% | 0,32% | 0,40% | 0,51%      |
| 2022 | 0,46% | 0,83% | 0,47% | 0,48% | 0,65% | 0,81% | 0,92% | 1,07% | 0,61% | 0,56% | 0,55% | 0,47% | 0,64%      |
| 2023 | 0,56% | 0,53% | 0,56% | 0,52% | 0,66% | 0,63% | 0,75% | 1,10% | 0,71% | 0,49% | 0,43% | 0,54% | 0,61%      |
| 2024 | 0,60% | 0,61% | 0,53% | 0,57% | 0,63% | 0,75% | 1,65% | 1,81% | 0,59% | 0,39% | 0,38% | 0,44% | 0,72%      |
| 2025 | 0,49% | 0,42% | 0,56% | 0,42% | 0,55% | 0,51% |       |       |       |       |       |       |            |

I dati si riferiscono a Rai Sport 1 fino al 4 febbraio 2017, mentre dal 5 febbraio 2017 il canale diventa Rai Sport + HD.

## Loghi

1º febbraio 1999 - 9 maggio 2008
10 maggio 2008 - 14 giugno 2009
15 giugno - 6 settembre 2009
7 settembre 2009 - 18 maggio 2010
18 maggio 2010 - 4 febbraio 2017
In HD
18 maggio 2010 - 4 febbraio 2017
In HD
5 febbraio - 9 aprile 2017
10 aprile 2017 - 5 giugno 2022
In uso dal 6 giugno 2022